# 拉杰·库马尔·斯里瓦斯塔瓦
拉杰·库马尔·斯里瓦斯塔瓦（英語：Raj Kumar Srivastava，1973年4月9日—），印度外交官，現任印度外交學院院長，曾任印度驻克罗地亚大使等职务。

## 经历
拉杰·库马尔·斯里瓦斯塔瓦生於1973年4月9日。他拥有印度理工學院坎普爾校區土木工程文凭，并在结构工程和地震科学领域深造。
1997年，斯里瓦斯塔瓦加入印度外事服務。他曾在印度驻西班牙、缅甸、奥地利、巴西、日本和克罗地亚的使馆任职。在新德里总部，他在外交服务学院、美洲司（美国和加拿大事务）以及海湾国家司工作。在2015至2017年间，他被借调到印度国家安全委员会秘书处，担任联秘，负责外部安全事务。他曾担任印度驻巴西和日本的副使团长。在日本任职期间，他直接参与了印日数字伙伴关系的建立，并于2018年启动了印度—日本初创企业桥梁计划。
2020年9月3日，斯里瓦斯塔瓦被任命为下一任印度驻克罗地亚大使，9月24日至2024年9月17日，任印度駐克羅地亞大使。在此期间他组织了150多场涵盖文化、学术、科学、创新和精神领域的活动。
2024年9月18日，出任印度外交學院院长。